# Старый Бусеряк
Старый Бусеряк — деревня в Заинском районе Татарстана. Входит в состав Новоспасского сельского поселения.

## География
Находится в восточной части Татарстана на расстоянии приблизительно 17 км на юго-восток по прямой от районного центра города Заинск у речки Бусерячка.

## История
Основана в начале XVIII века. Первоначальное название было Нижний Бусеряк.

## Население
Постоянных жителей было: в 1859—247, в 1920—454, в 1926—507, в 1938—543, в 1949—554, в 1958—435, в 1970—288, в 1979—192, в 1989—101, в 2002 — 98 (русские 70 %), 97 в 2010.